# عودة الدكالية
عودة الدكالية كانت إحدى زوجات السِّلطان إسماعيل بن الشريف، وأمُّ السُّلطان المستضيء. اشتهرت بفتحها مفاوضات مع قادة جيش عبيد البخاري عام 1738 في سبيلِ تعيين ابنها المستضيء سلطانًا على المغرب في خضم الأزمة التي عرفتها البلاد بعد وفاة المولى إسماعيل.